# 池田町 (北海道)
池田町（日语：／ Ikeda chō */?）位於北海道十勝綜合振興局中部，地處十勝平原的東邊。十勝川位於轄區的西南側，與幕別町作為分界。十勝川的支流利別川以南北走向貫穿町内的中心地區，城鎮中心即位於利別川與十勝川的匯流處。當地以農業和畜牧業為主，生產小麥、大豆、甜菜、馬鈴薯和葡萄等農產品，其中町内營運的釀酒工廠生產的十勝葡萄酒為主要名產，使池田町享有「葡萄酒之町」的美名。
名稱則來自此地最早成立的「池田農場」。

## 人口
| 池田町 (北海道)人口分布圖 |                                                        |  |
| 池田町 (北海道)與日本全國年齡別人口分布比較圖 （2005年資料） | 池田町 (北海道)的年齡、男女別人口分布圖 （2005年資料） |  |
| ■紫色是池田町 (北海道) ■綠色是全国 | ■藍色是男性 ■紅色是女性                                |  |
| 池田町 (北海道)人口變化 \| 1970年 \| 13,627人 \| \| \| 1975年 \| 12,306人 \| \| \| 1980年 \| 11,902人 \| \| \| 1985年 \| 11,255人 \| \| \| 1990年 \| 9,809人 \| \| \| 1995年 \| 9,093人 \| \| \| 2000年 \| 8,710人 \| \| \| 2005年 \| 8,193人 \| \| \| 2010年 \| 7,529人 \| \| \| 2015年 \| 6,882人 \| \| \| 2020年 \| 6,294人 \| \| |                                                        |  |
| 資料來源：日本總務省統計中心提供之人口普查數據 |                                                        |  |
| 1970年 | 13,627人                                               |  |
| 1975年 | 12,306人                                               |  |
| 1980年 | 11,902人                                               |  |
| 1985年 | 11,255人                                               |  |
| 1990年 | 9,809人                                                |  |
| 1995年 | 9,093人                                                |  |
| 2000年 | 8,710人                                                |  |
| 2005年 | 8,193人                                                |  |
| 2010年 | 7,529人                                                |  |
| 2015年 | 6,882人                                                |  |
| 2020年 | 6,294人                                                |  |

## 歷史
- 1879年：來自山梨縣的武田菊平前來開墾。[6]
- 1896年：成立池田農場和高島農場。
- 1899年：設置凋寒外13村戶長役場。
- 1906年4月1日：凋寒村、蝶多村、十弗村、樣舞村、誓牛村、信取村、蓋派村、居邊村合併成為北海道二級村凋寒村。[7]
- 1913年4月1日：改名為川合村。
- 1925年4月1日：部份區域被併入士幌村（現在的士幌町）。
- 1926年7月1日：實施町制，同時改名為池田町。

## 產業
畜牧業方面，池田町以生產食用牛為主。

## 交通

### 機場
- 帶廣機場（位於帶廣市）

### 鐵路
- 北海道旅客鐵道
  - 根室本線 ：利別車站 - 池田車站
- 北海道高原鐵路銀河線，現已廢除。

### 道路
| 高速道路 - 道東自動車道：池田交流道 一般國道 - 國道242號 主要地方道 - 北海道道31號音更池田線 - 北海道道73號帶廣浦幌線 | 道道 - 北海道道236號勇足池田線 - 北海道道237號池田停車場高島線 - 北海道道496號下居邊高島停車場線 - 北海道道882號利別牛首別線 - 北海道道974號東台留真線 |

## 觀光景點
- 清見丘公園
- 千代田堰堤
- 池田葡萄酒城（いけだワイン城）
- 淺原六朗文學記念館
- 池田美夢成真博物館（DCT garden IKEDA）

## 教育

### 高等學校
- 道立北海道池田高等學校

### 中學校
| - 池田町立池田中學校 | - 池田町立高島中學校 |

### 小學校
| - 池田町立池田小學校 - 池田町立高島小學校 | - 池田町立利別小學校 |

## 姊妹、友好都市

### 日本
- 池田市（大阪府）
- 池田町（長野縣北安曇郡）
- 池田町（岐阜縣揖斐郡）
- 池田町（福井縣今立郡）
- 三好市（德島縣）：原三好郡 池田町合併加入
- 池田町（香川縣小豆郡）：現已合併為小豆島町

### 海外
- Penticton （页面存档备份，存于）（加拿大 英屬哥倫比亞）

## 本地出身的名人
- 美濃政市：政治家
- 丸谷金保：政治家、前池田町長、參議院議員
- 吉田美和：歌手
- 大和田夏希：漫畫家
- 島本和彥：漫畫家
- 佐藤秀峰：漫畫家
- 及川佑：競速滑冰選手
- 長島圭一郎：競速滑冰選手
- 田中康平：足球選手，日本鹿島鹿角隊